# Abert Rim

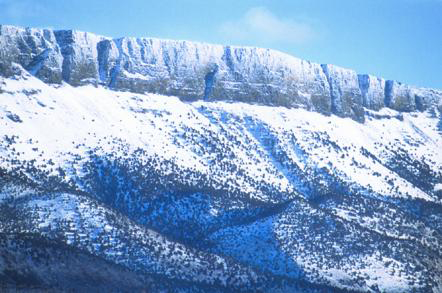
Abert Rim en hiver

Abert Rim est l'un des remparts montagneux les plus élevés des États-Unis. Situé dans le comté de Lake dans l'Oregon, cet escarpement se dresse à 760 mètres au-dessus de sa vallée.